# Ptychographie
Ptychographie (auch Ptychografie, von altgriechisch πτύξ ptýx [Genitiv πτυχός ptychós] „Falte“ und -graphie) ist ein Verfahren der Röntgen- und Elektronenmikroskopie.

## Beschreibung
Bei dem Verfahren wird die zu untersuchende Probe mit einem Teilchenstrahl abgetastet der vom Material gestreut wird und ein Interferenzmuster bildet, das Detektoren aufzeichnen. Der Strahl verändert seine Position jedes Mal ein wenig, so dass er in unterschiedlichen Winkeln auf die Probe trifft und sich entsprechend auch unterschiedliche Beugungsbilder ergeben. Aus den Beugungsbildern von vielen (bis zu Milliarden) verschiedenen Punkten der Probe – und der Art und Weise, wie sie sich überlappen und sich diese Überlappung verändert – kann dann ein Algorithmus (Fourier-Rücktransformationsberechnung) ein Bild der gesamten Probe errechnen. Der Vorteil der Technik ist, dass das Interferenzmuster auch Informationen über die Phasen der Wellen enthält und so zum Beispiel auch normalerweise durchsichtige Strukturen abbildet.
Als Teilchenstrahl werden aktuell sowohl kohärente Röntgen- als auch Elektronenstrahlen verwendet.

## Geschichte
Der Name "Ptychographie" wurde 1970 von Reiner Hegerl und Walter Hoppe geprägt, um eine Lösung für das kristallographische Phasenproblem zu beschreiben, das Hoppe 1969 erstmals vorgeschlagen hatte.

## Anwendung
Mit dieser Methode schafften es Forscher 2021, die Atome eines Praseodymorthoscandat-Kristalls (PrScO3) 100-millionenfach vergrößert darzustellen und damit die höchste bisher erreichte Vergrößerung zu erzielen.